# Grundschule Am Mirker Bach
Die Grundschule Am Mirker Bach ist eine städtische Grundschule in Wuppertal. Das Hauptgebäude wurde 1993 unter Denkmalschutz gestellt.

## Gebäude und Hof
Das Hauptgebäude stammt aus dem Jahr 1888. Es handelt sich um einen zweigeschossigen Ziegelbau mit Klinkerfassade und ausgebautem Mansardendach. Auf jeder Gebäudeseite befindet sich ein Mittelrisalit, dessen Kanten wie auch die Gebäudeecken durch Lisenen aus gelben Klinkern betont werden. Der Gebäudesockel besteht aus Quadermauerwerk. Unter der Dachtraufe sind die Lisenen mit einem Rundbogenfries untereinander verbunden. Zwischen dem Untergeschoss und dem ersten Obergeschoss befindet sich ein durchlaufendes Sohlbankgesims mit einem Zahnschnittfries.
Das Gebäude ist ein gründerzeitliches Schulgebäude, das typisch für die Ziegelbauweise dieser Zeit ist. Aus diesem Grund und wegen der Integration in das gründerzeitlichen Wohnviertel wurde das Schulhaus als wichtiges Zeugnis des katholischen Schulhausbaus am 14. Oktober 1993 als Baudenkmal unter Schutz gestellt.
Später folgte ein Neubau auf dem Hof sowie ein Schuppen, in dem Spielgeräte aufbewahrt werden. Hinter dem Hof befinden sich ein Spielplatz und die Toiletten für die Schüler.

## Geschichte
Das Gebäude wurde 1888 für die katholische Volksschule errichtet. Im Jahr 1900 wurde die Schule zur reinen Mädchenschule, die Jungen besuchten ab da eine neue Schule in der Wiesenstraße. 1924 und 1925 wurde das Schulgebäude weitgehend renoviert.
1939 wurde die Schule zur Deutschen Gemeinschaftsschule, womit Jungen und Mädchen wieder zusammen unterrichtet wurden.
Im Jahr 1953 wurde die Schule mit einer Zentralheizung ausgestattet, seit 1969 ist sie eine städtische Grundschule.

## Schule
Seit 2003 hat die Schule eine Montessoriklasse, in der die Kinder von der ersten bis zur vierten Klasse gemeinsam unterrichtet werden. Auch die anderen Klassen sind altersgemischt; allerdings wurden dort erstmal jeweils nur zwei Jahrgänge gemeinsam unterrichtet. Mittlerweile sind alle Klassen von der ersten bis vierten Klasse gemischt. Außerdem gibt es seit 2015 eine Seiteneinsteigerklasse.